# Penn Symons
Sir William Penn Symons KCB (* 17. Juli 1843 in Hatt, Cornwall; † 23. Oktober 1899 in Dundee, Südafrika) war ein britischer Heeresoffizier.

## Leben

Sir W. Penn Symons KCB

Am 17. Juli 1843 als ältester Sohn von William Symons (1818–1883) in Hatt bei Saltash, Cornwall, geboren trat er am 6. März 1863 als Ensign des 24th (2nd Warwickshire) Regiment of Foot in die British Army ein. In diesem Regiment, das 1881 in South Wales Borderers umbenannt wurde, diente er die nächsten 30 Jahre.
Als Captain (16. Februar 1878) und Junior-Major nahm er 1877–79 am Feldzug gegen die Zulu (→ Zulukrieg) und den Operationen gegen die Galeka (eine Untergruppe der Xhosa) teil. Am 1. Juli 1881 wurde er zum Major der South Wales Borderers befördert und übernahm 1882 eine Stabsverwendung als Assistant Adjutant-General for Musketry in Madras. Diese gab er 1885 auf, um als Deputy Assistant und Generalquartiermeister an Sir George Whites Feldzug in Burma teilzunehmen (bis 1889). Dort organisierte und führte er die berittene Infanterie. Für seine Leitungen wurde er mehrfach im Kriegsbericht erwähnt und erhielt zwei Brevet-Beförderungen, zuletzt zum Brigadier-General in der Chin Field Force.
1889/90 nahm er als Führer der Burma-Kolonne an der Chin-Lushai-Expedition teil, wofür er am 14. November 1890 zum Companion des Order of the Bath (CB) ernannt wurde.
Seit 31. Januar 1891 Lieutenant-Colonel und Kommandeur eines Bataillons der South Wales Borderers wurde er zum 8. April 1893 auf Halbsold gesetzt und ging, wieder als Assistant Adjutant-General for Musketry, für zwei Jahre nach Bengalen. Während dieser Zeit nahm er 1894–95 als Kommandeur der 2nd Brigade an dem von General Sir William Lockhart geführten Feldzug gegen die Waziri teil.
Vom 25. März 1895 bis zu seiner Versetzung nach Südafrika im Mai 1899 war er im lokalen Rang eines Brigadier-Generals Befehlshaber im Sirhind-Distrikt im Pandschab mit dem Hauptquartier in Umbala (Ambala). Als im Juni 1897 die Tochi Field Force aufgestellt wurde, um die Strafaktion gegen das Dorf Maizar an der indisch-afghanischen Grenze durchzuführen, kommandierte Symons die 2nd Brigade. 1898/99 befehligte er die 1. Division der Tirah Expeditionary Force an der indischen Nordwest-Grenze und erhielt im Mai 1899 den lokalen Rang eines Major-Generals. Für seine Erkundung des Bazar Valley wurde er am 20. Mai 1898 er als Knight Commander des Order of the Bath (KCB) geadelt.
Zum 15. Mai 1899 wurde er im lokalen Rang eines Brigadier-Generals als Befehlshaber nach Natal, Südafrika, versetzt. Am 20. September 1899 zum lokalen Major-General befördert, übernahm er am 3. Oktober 1899 das Kommando über die vierte Division der South Africa Field Force und wurde am 9. Oktober 1899 zum lokalen Lieutenant-General befördert.
In der Schlacht von Talana Hill am 20. Oktober 1899 wurde er schwer verwundet und starb drei Tage später in Dundee.
Aus seiner 1877 geschlossenen Ehe mit Caroline Hawkins, hinterließ er eine Tochter.